# Humanizm

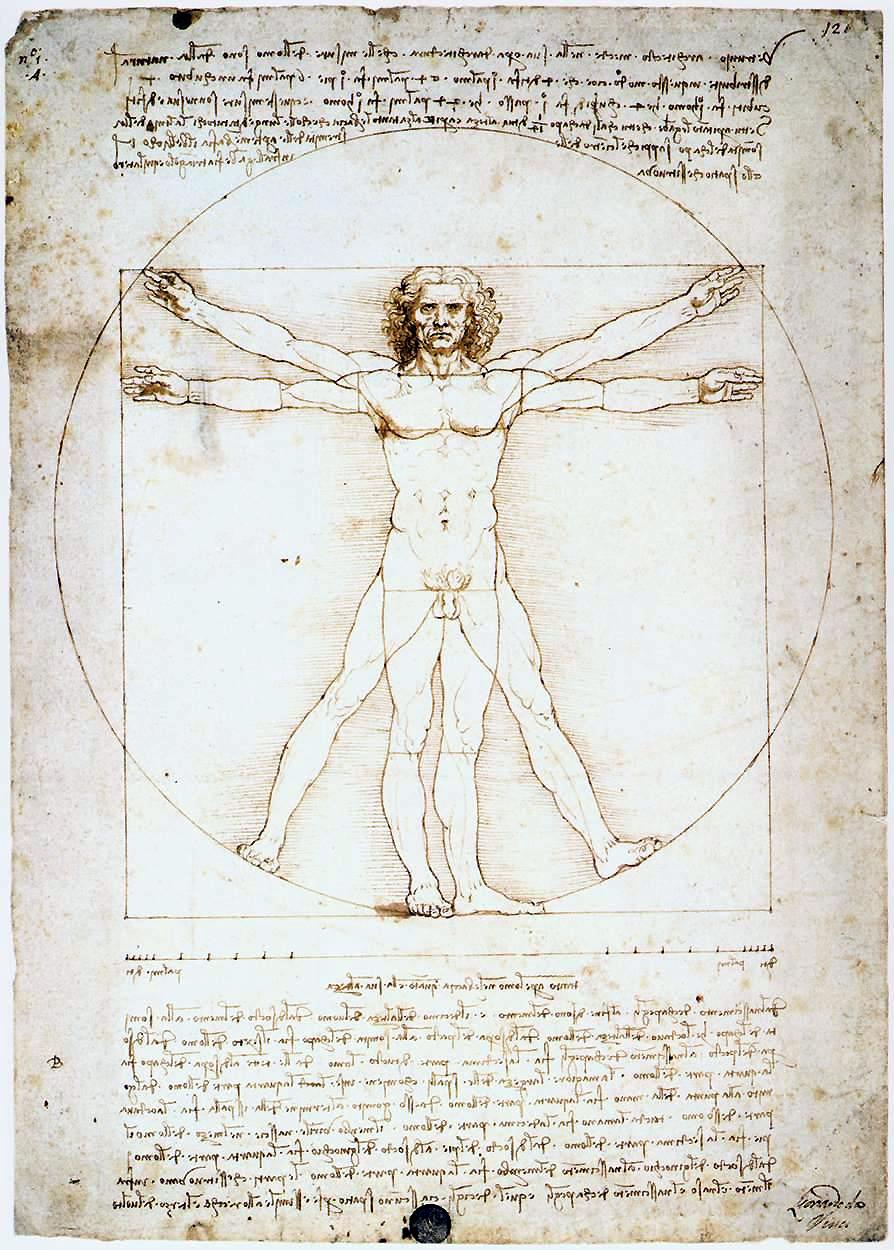
Leonardo da Vinci, Człowiek witruwiański

Humanizm (z łac. humanus 'ludzki' i gr. ismos 'wiedza, nauka') – nurt filozoficzny lub światopogląd oparty na racjonalnym myśleniu, który wyraża się troską o potrzeby, szczęście, godność i swobodny rozwój człowieka w jego środowiskach: społecznym i naturalnym. Humanizm stawia człowieka w roli gospodarza (w sensie eksploatacji ale także ochrony) środowiska naturalnego, świadomego, że człowiek jest jednocześnie elementem ekosystemu Ziemi. Szczególne prawa i obowiązki człowieka wynikają wyłącznie z faktu, że jest on jedyną istotą na Ziemi, która posiada naukę i technikę (technologię). Humanizm wyklucza egoizm (indywidualny, państwowy, międzypokoleniowy itd.) i postuluje braterstwo i solidarność.
Humanizm historyczny – w wąskim sensie: prąd filozoficzny, etyczny i  kulturowy epoki odrodzenia (humanizm renesansowy). W szerokim sensie: antropocentryczna postawa intelektualna i moralna, wyrażająca się troską o potrzeby, szczęście, godność i swobodny rozwój człowieka, a także przykładająca wagę do racjonalnego myślenia (humanizm liberalny).
Wielu humanistów (w tym ludzi wierzących) postuluje rozstrzyganie dylematów etycznych poprzez odwoływanie się do pojęć uniwersalnych, wspólnych wszystkim ludziom. Poszukują oni źródła prawdy i moralności w człowieku i jego dążeniu do szczęścia. Niekoniecznie wyklucza to samą wiarę w Boga, choć humanizm świecki jest prężną odnogą tej filozofii. Ten pogląd skłania jednak do szukania rozumowego uzasadnienia praw etycznych, nie odwołującego się do twierdzeń jakiejkolwiek religii, podobnie jak nie potrzeba się do nich odwoływać przy badaniu praw fizyki.
Inni ludzie rozumieją humanizm nieco węziej, niemal wyłącznie jako afirmację wartości ludzkiej istoty. Tak pojęty humanizm można znaleźć jako składnik także w niektórych koncepcjach teistycznych.

## Prądy humanizmu
Wielu ludzi uważa się za humanistów i wiele jest znaczeń, jakie nadają temu słowu. Istnieje pewna niezgoda co do terminologii i definicji, gdyż niektórzy używają węższych, a inni szerszych interpretacji. Nie wszyscy ludzie nazywający się humanistami żywią poglądy ogólnie uznawane za humanistyczne, tak jak nie wszyscy ludzie wyznający humanistyczne poglądy zgodziliby się na etykietkę humanisty.
Poza tym humanizm może być podzielony na świecki i religijny, choć niektórzy humaniści, w tym członkowie Międzynarodowej Unii Humanistycznej i Etycznej, odrzucają dodawanie do słowa humanizm jakichkolwiek dodatkowych przymiotników, gdyż uważają to pojęcie za uniwersalne i niepodzielne.

### Humanizm świecki
Humanizm świecki jest gałęzią humanizmu, która odrzuca teistyczne wierzenia religijne, jak i wierzenia w istnienie jakiegokolwiek świata nadprzyrodzonego. Humanizm świecki twierdzi, że poglądy humanistyczne prowadzą do sekularyzmu, gdyż wierzenia w świat nadprzyrodzony nie mogą być poparte racjonalnymi argumentami i tym samym nie można sensownie uzasadnić tradycyjnych praktyk religijnych.
Humanizm świecki jest blisko spokrewniony z uniwersalizmem moralnym, podkreślającym wspólnotę ludzkiej egzystencji, i sugerującym, że problemy społeczne nie powinny być rozpatrywane w ciasnym kontekście drobnomieszczańskim.
Kiedy ludzie mówią ogólnie o humanizmie, zwykle mają na myśli humanizm świecki. Niektórzy humaniści świeccy idą dalej i uważają, że tzw. humaniści religijni nie powinni być w ogóle uważani za prawdziwych humanistów. Inni czują, że etyczna strona humanizmu przekracza kwestie religijne, gdyż bycie dobrym człowiekiem jest ważniejsze niż przyjmowanie bądź odrzucanie religii. Manifesty Humanistyczne, które reprezentują consensus poglądów humanistycznych, ukazują humanizm jako proces etyczny, przez który możemy przekroczyć zarówno podziały wprowadzane przez religie, jak i ich negację.
Ruch humanizmu świeckiego pod tą nazwą praktycznie nie istniał przed rokiem 1980. W 1979 Paul Kurtz stracił stanowisko redaktora „The Humanist”. Opuszczając Amerykańskie Stowarzyszenie Humanistyczne, stworzył nowe czasopismo „Free Inquiry” (Wolne Dociekania) i Radę Świeckiego Humanizmu (Council for Secular Humanism) niezależną od Amerykańskiego Stowarzyszenia Humanistycznego, choć mającą podobne cele.

### Humanizm religijny
Humanizm religijny jest gałęzią obejmującą odmiany humanizmu, które same określają się tym przymiotnikiem (według funkcjonalnej definicji religii), lub zawierają pewną formę teizmu, deizmu albo wierzeń nadprzyrodzonych, nawet jeśli nie są związane z żadną zorganizowaną religią. Tego typu humanizm cechuje wielu religijnych ludzi, którzy nie uważają, że ich wartości moralne muszą mieć nadprzyrodzone potwierdzenie. Centralne miejsce w filozofii humanizmu istota ludzka dzieli z humanitarną moralnością. Humanitarysta, który swoją moralność wyprowadza z religii nie jest jednak automatycznie humanistą religijnym.
Wielu humanistów religijnych czuje, że humanizm świecki jest zbyt chłodno-logiczny i odrzucający pełnię emocjonalnych doświadczeń, które sprawiają, że ludzie są ludźmi. Zauważają też, że humanizm świecki jest nieadekwatny do ludzkich potrzeb społecznego spełnienia filozofii życiowej. Niezgoda w tych kwestiach tworzy rozdźwięk między świeckimi i religijnymi humanistami, pomimo ich w dużej mierze wspólnych poglądów.
Humanizm nawet jeśli odrzuca zastosowanie boskiego autorytetu do rozwiązywania ludzkich spraw, to już niekoniecznie samą wiarę religijną. Niektóre prądy humanizmu są zgodne z poglądami niektórych religii. Humanizm jest też zgodny z ateizmem i agnostycyzmem, ale nie wymaga przyjęcia żadnego z nich. Czasem stosowane jest w odniesieniu do niego słowo ignostycyzm, dla podkreślenia, że humanizm jest procesem etycznym, nie wypowiadającym się w ogóle na temat istnienia bądź nieistnienia bogów. Humaniści po prostu nie mają potrzeby zajmować się tymi kwestiami. Przykładem jest tutaj judaizm humanistyczny, który tożsamość żydowską opiera na kulturze żydowskiej i szacunku wobec drugiego człowieka, a nie wierze w Boga. Z drugiej strony istnieje wiele prądów ateizmu i agnostycyzmu, niezgodnych ze sobą wzajemnie, których nie można zaliczyć do humanizmu.

### Humanizm ateistyczny
Z jednej strony humanizm jest kierunkiem wielu prądów intelektualnych przebiegających szerokie spektrum myśli filozoficznej, z drugiej strony niekiedy humanizm sam spełnia bądź uzupełnia rolę religii, dostarczając kompletnej i spójnej filozofii życiowej.
Poglądy humanizmu jako filozofii dogmatycznej oddał pierwszy Manifest Humanistyczny. W szczególności:
- Wszechświat nie posiada Stwórcy (jakakolwiek dywagacja na temat cech bytów granicznych, np. Boga, jest pseudonaukowa i dogmatyczna to jednak zachowawczy utylitaryzm w humanizmie przeważył w tym punkcie).
- Człowiek jest częścią natury i powstał na skutek ciągłego procesu.
- Humanizm odrzuca tradycyjny dualizm ciała i ducha.
- Kultura (także religia) jest produktem interakcji człowieka ze środowiskiem i innymi ludźmi.
- Religie powinny formułować swoje prawdy w duchu i metodzie nauki.
- Humanizm odrzuca teizm, deizm i modernizm.
- Religia składa się ze wszystkiego co jest istotne dla ludzi, więc nic co ludzkie nie powinno jej być obce. Nie powinien istnieć podział na sacrum i profanum.
- Humanizm dąży do pełnego rozwoju człowieczeństwa tu i teraz.
- Religijne uczucia lepiej wyrażać poprzez swoje życie i pracę na rzecz społeczeństwa, niż przez modlitwy i kult.
- Religijny humanizm powinien dążyć do radości życia, stąd nacisk na rozwój kreatywności.
- Humanizm powinien afirmować życie, a nie uciekać od niego.

W wielu krajach prawo wspierając rozmaite religie, uznaje jednocześnie świecką postawę życiową za prawny ekwiwalent religii. W Stanach Zjednoczonych Sąd Najwyższy uznał, że humanizm jest równoważny religii w tym sensie, że wyznaczeni humaniści mogą odprawiać ceremonie, będące odpowiednikami obrzędów religijnych. Krytycy humanizmu często podnoszą ten fakt jako „uznanie przez Sąd Najwyższy humanizmu za religię”, choć w rzeczywistości Sąd nigdy nie poszedł tak daleko.
Żydowska forma humanizmu religijnego została stworzona przez rabbiego Sherwin Wine, który stworzył Stowarzyszenie Humanistycznego Judaizmu, obecnie ruch o zasięgu światowym z liczbą zwolenników sięgającą 40 000.
Humanizm renesansowy, ze swym naciskiem na powrót do korzeni, miał swój wpływ na protestantyzm, szczególnie na protestanckie tłumaczenia tekstów biblijnych.

### Humanizm edukacyjny
Humanizm jako prąd w szkolnictwie, zaczął dominować w szkołach w XVII wieku. Zakłada on, że to dziedziny, które pozwalają rozwijać ludzki intelekt, są tymi, które naprawdę czynią ludzi „w pełni ludźmi”. Praktyczną podstawą jest przekonanie o istnieniu różnych możliwych do rozwijania rodzajów intelektu, takich jak zdolności analityczne, matematyczne, lingwistyczne itp. Wzmocnienie jednego z rodzajów, jak uważano, rozwija także niektóre inne jego rodzaje. Ważną postacią końca XIX wieku w humanizmie edukacyjnym był stanowy minister do spraw edukacji W.T. Harris, który wyróżnił „pięć okien duszy” (matematyka, geografia, historia, gramatyka, i literatura/sztuka). Humaniści edukacyjni wierzyli, że podejście „najlepsza edukacja dla najlepszych studentów” oznacza najlepszą edukację dla wszystkich. Chociaż humanizm jako prąd edukacyjny został w dużej mierze wyparty przez innowacje początków XX wieku, jednak niektóre jego aspekty ciągle są w użyciu w niektórych szkołach (szczególnie w nauce literatury).

### Inne formy humanizmu
Humanizm jest też czasem używany w starym znaczeniu filologii klasycznej. Czasem to słowo staje się synonimem humanitaryzmu. Istnieje też kierunek psychologii humanistycznej i humanistyczna metoda nauczania.

## Etymologia
Słowo humanizm powstało wraz z humanizmem renesansowym, nie obejmowało jednak istniejących od czasów starożytnych prądów filozoficznych dziś zwanych humanistycznymi, a jedynie dążenie do poznania klasycznej literatury i sztuki. Pierwotne znaczenie włoskiego XV-wiecznego słowa umanista to student bądź nauczyciel literatury klasycznej.
Encyklopedia Orgelbranda z 1863 roku podaje następujące definicje:

Humanista, to samo co filolog, gramatyk; studyjami humanistycznemi nazywają się te nauki, do których potrzebną jest gruntowna znajomość języków starożytnych.

Humanizm, zakres wszystkich nauk, służących do wykształcenia ludzkiego; w ściślejszém znaczeniu oznacza system pedagogiczny, opierający całe ukształcenie na nauce języków starożytnych, w czém stanowi przeciwieństwo z tak nazwanym filantropinizmem (ob. Filantropijny).

Określenie „humanizm” jako zbiorcza nazwa znanych od czasów starożytnych prądów filozoficznych wystąpiło dopiero w początkach XIX wieku.

## Aspekty

### Odkrywanie prawdy
Zgodnie z humanizmem, samodzielne odkrywanie prawdy jest w zasięgu człowieka, w przeciwieństwie do znalezienia jej w objawieniach, mistycyzmie, tradycji, czy czymkolwiek innym, co nie jest związane z zastosowaniem logiki do obserwowalnych faktów. W nawoływaniu do unikania ślepej akceptacji niepopartych niczym twierdzeń, humanizm jest zgodny ze sceptycyzmem naukowym i metodą naukową, odrzucając autorytaryzm i skrajny filozoficzny sceptycyzm, i odbierając wiarę jako nieakceptowalną podstawę do podejmowania decyzji. Podobnie humanizm uznaje znajomość dobra i zła jako pochodną dobrego zrozumienia indywidualnych i zbiorowych potrzeb, a nie transcendentalnie objawioną prawdę, albo efekt posłuszeństwa autorytetom.

### Szowinizm gatunkowy
Niektórzy interpretują humanizm jako formę szowinizmu gatunkowego, uznającego gatunek Homo sapiens  za ważniejszy od innych gatunków istot żywych. Filozof Peter Singer, sam humanista, twierdzi że „pomimo wielu wyjątków, humaniści jako całość są wciąż niezdolni do uwolnienia się od jednego z centralnych dogmatów chrześcijaństwa: uprzedzeń gatunkowych. Wezwał on humanistów do „sprzeciwu wobec bezlitosnej eksploatacji innych czujących istot”, i skrytykował treść III Manifestu Humanistycznego, który w jego opinii „daje pierwszeństwo interesowi członków naszego własnego gatunku”. Singer zauważył także, że ten sam Manifest stwierdza, iż ludzie nie mają „żadnego danego przez Boga, ani wrodzonego prawa do podporządkowywania sobie innych zwierząt”, i potwierdza, że „organizacje, które najwięcej robią dla zwierząt są niezależne od religii”.

### Optymizm
Humanizm cechuje optymistyczne nastawienie względem ludzkich możliwości, lecz nie oznacza to wiary, że ludzka natura jest czysto dobra, bądź że każdy człowiek jest w stanie żyć w zgodzie z humanistycznymi ideałami rozumu i moralności. W każdym razie, już samo dążenie do wykorzystania w pełni własnego potencjału jest ciężką pracą, wymagającą pomocy innych. Celem ostatecznym jest rozkwit człowieczeństwa; uczynienie życia lepszym dla wszystkich ludzi. Nacisk kładziony jest na czynienie dobra, dobre życie tu i teraz, i pozostawienie świata lepszym dla tych, którzy przyjdą po nas, a nie na cierpienie za życia dla uzyskania nagrody po śmierci.

## Historia
Współczesny humanizm ma swoje korzenie w starożytnej Grecji. Jeszcze wcześniej podobne koncepcje powstawały w czasach Buddy (563-483 p.n.e.) i Konfucjusza (551-479 p.n.e.) oraz w Okresie Walczących Królestw, jednak termin „humanizm” jest najczęściej stosowany w odniesieniu do filozofii Zachodu.

### Humanizm grecki
W VI wieku p.n.e. panteiści Tales z Miletu i Ksenofanes z Kolofonu położyli podwaliny pod późniejszą grecką myśl humanistyczną. Tales jest uznawany za twórcę maksymy „poznaj siebie”, a Ksenofanes odmówił wiary w bogów swoich czasów i rezerwował boskość dla koncepcji jedności wszechświata. Później Anaksagoras, często wzmiankowany jako „pierwszy wolnomyśliciel”, przyczynił się do rozwoju nauki jako metody poznawania świata. Ci Grecy byli pierwszymi myślicielami, którzy zauważyli, że natura może być studiowana niezależnie od jakiejkolwiek hipotetycznej rzeczywistości nadprzyrodzonej. Protagoras stwierdził, że „Człowiek jest miarą wszechrzeczy”. Perykles, przyjaciel Anaksagorasa, miał wpływ na rozwój demokracji, wolności myśli i odrzucenie przesądów. Jakkolwiek przetrwało niewiele z ich dzieł, Protagoras i Demokryt także łączyli agnostycyzm i duchową moralność nie opierającą się na nadprzyrodzonej wierze. Historyk Tukidydes jest także wart odnotowania ze względu na swoje naukowe i racjonalne podejście do historii.

### Humanizm rzymski

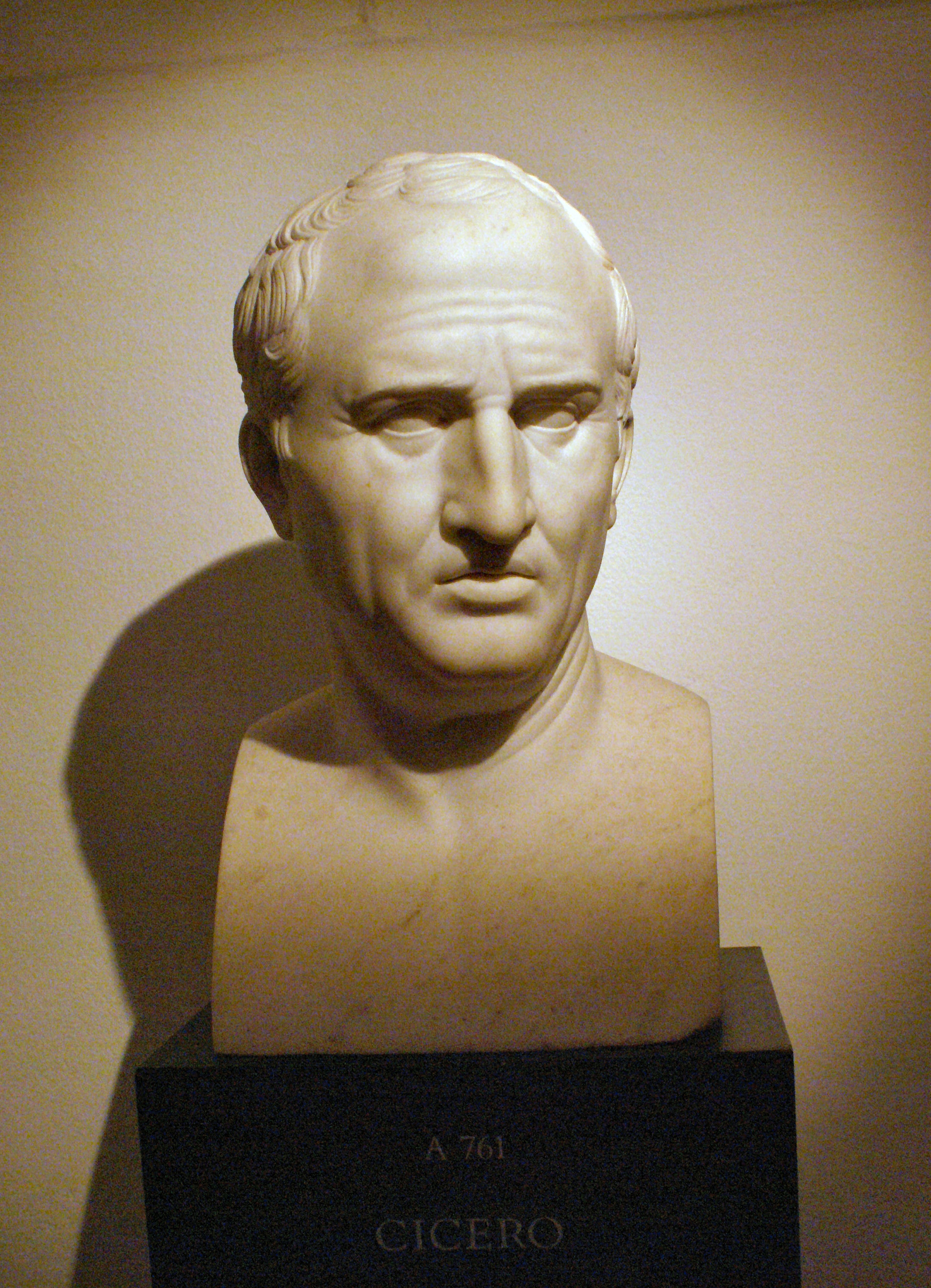
Marcus Tullius Cicero (Cyceron)

Cyceron stworzył termin humanitas, oznaczający to, co sprawia, że człowiek jest człowiekiem.
Terencjusz, rzymski komediopisarz wypowiedział słynne słowa „Człowiekiem jestem i nic co ludzkie nie jest mi obce” (łac. „Homo sum, humani nihil a me alienum puto”). Prawdopodobnie zdanie to było powtórzone przez Terencjusza za zaginioną komedią Menandra pod tym samym tytułem. W starożytności zacytowane m.in. przez Senekę Młodszego w Listach moralnych do Lucyliusza. Przez Terencjusza użyte w sensie ironicznym. Szeroko spopularyzowane w dobie renesansu, stało się dewizą humanistów.

### Humaniści średniowieczni
W średniowieczu niektórzy myśliciele głosili poglądy, które dziś określilibyśmy jako humanistyczne. Zaliczali się do nich np.
- Dante Alighieri (ur. 1265 we Florencji, zm. 1321 w Rawennie);
- Mistrz Bogumił (żył w XIII wieku w Pradze)

### Humanizm renesansowy
Humanizm był najbardziej charakterystycznym nurtem renesansu, decydując o odrębności epoki wobec średniowiecza. Rozwinął się w XV i XVI w. we Włoszech, skąd jego wpływy rozprzestrzeniły się na całą Europę.
Nurt ten miał dwie charakterystyczne cechy: fascynację kulturą starożytnej Grecji i Rzymu, oraz antropocentryzm. Silne przywiązanie do kultury antycznej, odróżnia z kolei renesansową postać humanizmu, od innych nurtów określanych tym mianem.
Humanizm był szerokim ruchem, który wywarł wpływ na kulturalny, polityczny, społeczny i literacki krajobraz Europy. Swój właściwy początek miał we Florencji w ostatnich dziesięcioleciach XIV wieku, np. w twórczości Petrarki.
Humanizm renesansowy ożywił studia klasycznej łaciny i greki, co spowodowało odnowę naukowej i filozoficznej myśli starożytnej, a także klasycznej poezji i sztuki.

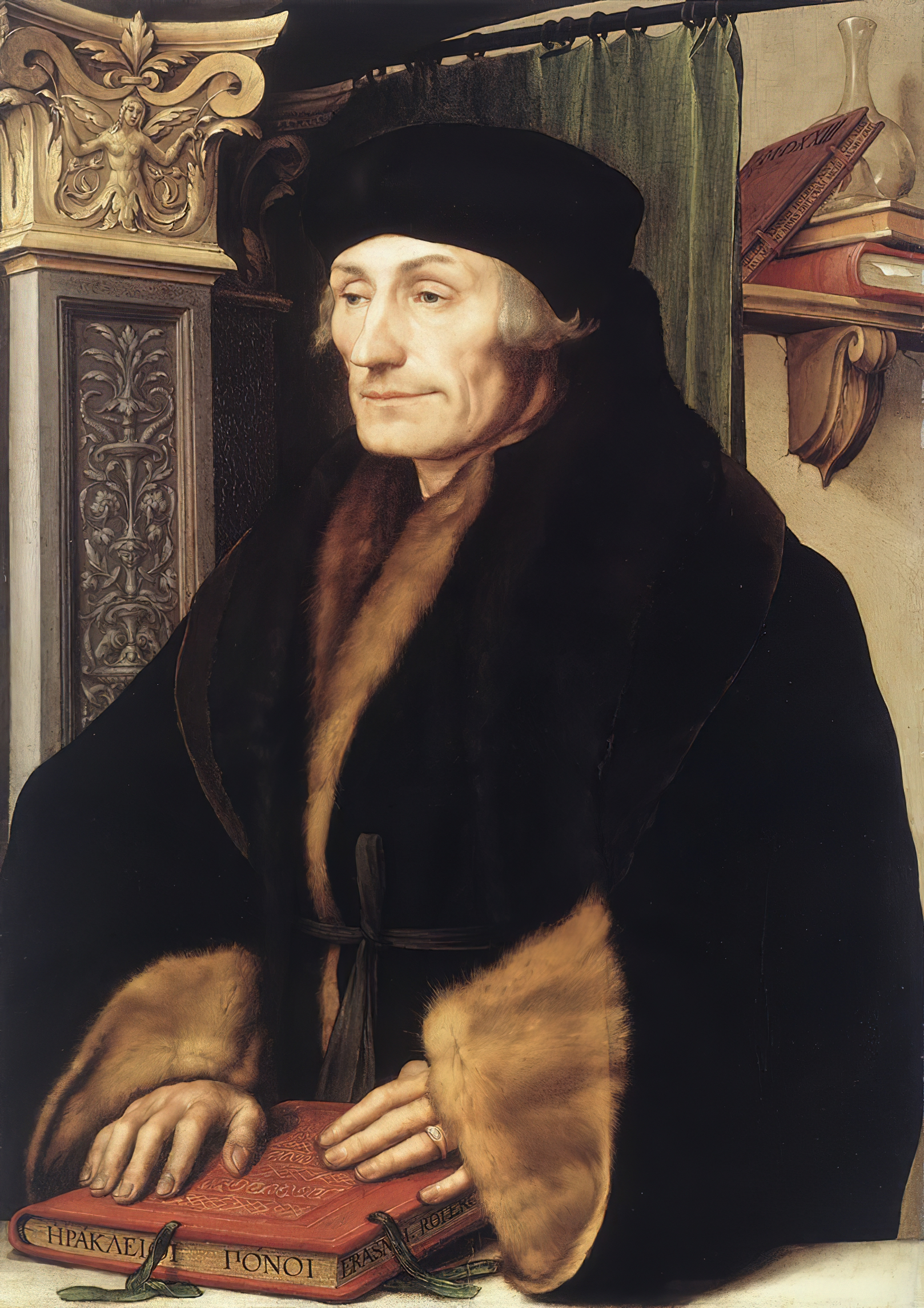
Erazm z Rotterdamu

Humanizm renesansowy wypracował wzorzec „człowieka renesansu”, który swoją kreatywność rozwija w wielu różnych dziedzinach, osiągając w ten sposób pełnię człowieczeństwa. Najbardziej znanym, wręcz archetypowym przykładem był Leonardo da Vinci.
Renesansowi humaniści wierzyli, że sztuki wyzwolone (gramatyka, dialektyka (logika), retoryka, geometria, arytmetyka, astronomia, muzyka) powinny być uprawiane niezależnie od stanu majątkowego. Podkreślali także wartość istoty ludzkiej i indywidualną godność.
Znanymi reprezentantami humanizmu renesansowego byli m.in. holenderski teolog Erazm z Rotterdamu, angielski autor (i święty kościoła katolickiego) Thomas More, francuski pisarz François Rabelais, włoski poeta Petrarka i filozof Giovanni Pico della Mirandola, twórca maksymy „Człowiek jest kowalem swojego losu”.
Idee humanizmu renesansowego, wchodziły nieraz w konflikt z nauczaniem Kościoła katolickiego, co objawiło się m.in. w procesie Galileusza.

### Czasy współczesne
Do powstałych stosunkowo niedawno prądów humanistycznych można zaliczyć m.in.
- egzystencjalizm – choć w przeciwieństwie do większości nurtów humanistycznych jest bardzo pesymistyczny, uważa, że przedmiotem badań filozofii są indywidualne losy jednostki ludzkiej, wolnej („skazanej na wolność”) i odpowiedzialnej, a więc stawia człowieka w centrum filozofii.
- humanizm integralny lub teocentryczny – nurt XX-wiecznej filozofii personalizmu chrześcijańskiego, głoszącego nadrzędność wartości osoby ludzkiej wobec uwarunkowań społeczno-ekonomicznych oraz historycznych, sprzeciwiający się cechom „humanizmu nieludzkiego epoki antropocentrycznej”, lecz jednocześnie starający się docenić człowieka i przywrócić mu właściwą godność na gruncie filozofii chrześcijańskiej (Jacques Maritain, Józef Tischner, Karol Wojtyła).
- posthumanizm – humanizm podkreśla (a przynajmniej nie odrzuca) wyższość człowieka wśród innych gatunków istot żywych, natomiast posthumanizm uznaje, że człowiek jest tylko jednym z wielu gatunków, i nie ma prawa dowolnej ich eksploatacji.
- transhumanizm – postuluje wykorzystanie nauki i techniki do przekształcenia chcących tego ludzi w istoty wyższe – określane mianem postczłowieka.

### Manifesty humanistyczne
We wczesnych latach dwudziestych XX wieku filozof Ferdinand Canning Scott Schiller uznał, że jego praca jest związana z ruchem humanistycznym. Na dzieła Schillera wpływ miał pragmatyzm Williama Jamesa. W 1929 Charles Francis Potter stworzył the First Humanist Society of New York (Pierwsze Stowarzyszenie Humanistyczne Nowego Jorku), wśród doradców którego byli m.in. Julian Huxley, John Dewey, Albert Einstein i Thomas Mann. Potter był kapłanem unitarianizmu. W 1930 on i jego żona, Clara Cook Potter, opublikowali książkę Humanism: A New Religion (Humanizm: nowa religia). W latach trzydziestych Potter był znanym adwokatem praw kobiet, dostępu do środków antykoncepcyjnych, prawa do rozwodu, i przeciwnikiem kary śmierci.
Raymond B. Bragg, współredaktor „The New Humanist”, próbował powiązać poglądy L.M. Birkheada, Charlesa Francisa Pottera, i kilku innych członków Zachodniej Konferencji Unitariańskiej. Bragg poprosił Roya Wooda Sellarsa o sporządzenie ich streszczenia, co zaowocowało powstaniem pierwszego Manifestu Humanistycznego w 1933. Manifest i książka Pottera stały się kamieniami węgielnymi nowoczesnego humanizmu. Obydwa te źródła ujmują humanizm jako religię.
Później w 1973 i 2003 powstały dwa kolejne Manifesty Humanistyczne, ujmujące humanizm bardziej jako filozofię niż religię. Na zakończenie Światowego Kongresu Humanistycznego, 3-6 lipca 2002 w Noordwijkerhout (Holandia) przyjęta została przez 300 uczestników (w tym 6 z Polski) tzw. deklaracja amsterdamska.

## Organizacje

### Historia
Jedną z pierwszych organizacji humanistycznych była Humanistyczna Organizacja Religijna (Humanistic Religious Association), założona w roku 1853 w Londynie. Była zorganizowana demokratycznie, z władzami wybieranymi zarówno przez mężczyzn, jak i kobiety. Promowała znajomość nauki, filozofii i sztuk pięknych.
W lutym 1877 słowo „humanizm” zostało po raz pierwszy publicznie użyte w dzisiejszym znaczeniu w Ameryce, jako pejoratywne określenie ruchu Feliksa Adlera. Adler jednak nie przyjął tej etykietki i nadal nazywał swój ruch (istniejący nota bene do dziś) „Kulturą Etyczną”.
W 1941 powstało Amerykańskie Stowarzyszenie Humanistyczne (American Humanist Association). Do jego znanych członków należał pisarz Isaac Asimov, który do swojej śmierci był prezydentem Stowarzyszenia, oraz pisarz Kurt Vonnegut, który był kolejnym prezydentem także do swojej śmierci (w 2007). Robert Buckman był głową stowarzyszenia w Kanadzie, a obecnie jest honorowym prezydentem.
W 1995 powstała Federacja Polskich Stowarzyszeń Humanistycznych, która potem zmieniła nazwę na Polską Federację Humanistyczną.

### Polska
W Polsce działają następujące organizacje humanistyczne:
- Polskie Stowarzyszenie Racjonalistów
- Towarzystwo Humanistyczne
- Towarzystwo Kultury Świeckiej im. Tadeusza Kotarbińskiego

### Świat
- Institute for Humanist Studies
- International Humanist and Ethical Union (IHEU)
- Rationalist International
- Council for Secular Humanism
- European Humanist Federation
- American Humanist Association
- British Humanist Association
- North East Humanists, największa grupa humanistyczna w Wielkiej Brytanii
- Human-Etisk Forbund, stowarzyszenie norweskie
- Humanisterna, stowarzyszenie szwedzkie
- Humanist Society of Scotland
- Humanist Association of Ireland
- Sidmennt, islandzkie stowarzyszenie humanistów etycznych
- Society for Humanistic Judaism
- Humanist International
- Humanist Movement
- Humanist Party
- Ethical Culture
- Arnold P. Gold Foundation działająca dla postępów humanizmu w medycynie

### Zbliżone prądy filozoficzne
- deizm
- egzystencjalizm
- ekstropianizm
- eudajmonizm
- infinityzm
- humanizm marksistowski
- obiektywizm
- pragmatyzm
- racjonalizm
- transhumanizm

### Manifesty i deklaracje humanistyczne
- Manifest Humanistyczny I. americanhumanist.org. [zarchiwizowane z tego adresu (2007-07-30)]. (ang.) (1933)
- Manifest Humanistyczny II. americanhumanist.org. [zarchiwizowane z tego adresu (2007-08-09)]. (ang.) (1973)
- Deklaracja Świeckiego Humanisty. secularhumanism.org. [zarchiwizowane z tego adresu (2008-08-17)]. (ang.) (1980)
- Deklaracja Amsterdamska (ang.) (2002) i jej polskie tłumaczenie
- Manifest Humanistyczny III. americanhumanist.org. [zarchiwizowane z tego adresu (2007-08-09)]. (ang.) (2003)

### Wprowadzenia do humanizmu
- What Is Humanism?. jcn.com. [zarchiwizowane z tego adresu (2008-07-04)]. (ang.) z Amerykańskiego Stowarzyszenia Humanistycznego

### Artykuły w Internecie
- portal racjonalista.pl
  - Edward Kasperski – Humanista na rozstaju dróg
  - Babu Gogineni – Humanizm w XXI wieku
  - Mariusz Agnosiewicz – Humanistyczny sens życia
  - Dawid Ropuszyński – Humanistyczne elukubracje
  - Mariusz Agnosiewicz – M&M. Pierwszy w Polsce ślub humanistyczny
- New Humanist. newhumanist.org.uk. [zarchiwizowane z tego adresu (2010-12-18)]. (ang.) Brytyjski magazyn Stowarzyszenia Prasy Racjonalistycznej (RPA)
- Athanasios Moulakis, Civic Humanism, [w:] Stanford Encyclopedia of Philosophy, CSLI, Stanford University, 13 grudnia 2011, ISSN 1095-5054 [dostęp 2018-01-17] (ang.).

### Książki w internecie
- A Guide for the Godless: The Secular Path to Meaning. myweb.dal.ca. [zarchiwizowane z tego adresu (2011-07-06)]. (ang.)
- (ang.) Thinking And Moral Problems, Religions And Their Source, Purpose, i Developing A Universal Religion, cztery części w Wikibooks.